# Commissione Cibrario
Con Commissione Cibrario si identificano almeno tre commissioni istituite dal Regno d'Italia, una prima, sui progetti di legge per l'istruzione pubblica (27 giugno 1867), una seconda, sul riordinamento scientifico e disciplinare delle biblioteche, istituita il 20 luglio 1869 per redigerne un regolamento unitario, e una terza, sul riordinamento degli archivi di Stato, istituita il 15 marzo 1870 per risolvere alcuni problemi riguardanti gli archivi italiani. Il nome deriva da chi presiedeva entrambe, Luigi Cibrario, allora Ministro di Stato e Senatore del Regno.

## La commissione sui progetti di legge per l'istruzione pubblica
I commissari erano:
- Luigi Cibrario
- Carlo Matteucci
- Cesare Alfieri
- Carlo Cadorna
- Pietro Gioia
- Michele Amari
- Federico Sclopis
- Filippo Linati
- Antonio Montanari
- Celso Marzucchi
- Giuseppe Moris
- Giuseppe Vacca
- Giovanni Arrivabene
- Angelo Sismondi
- Angelo Sacchi

## La commissione sugli archivi
La lettera che accompagnava il decreto poneva alla commissione le seguenti domande:
1. Conviene per l'interesse della scienza, del pubblico servizio e dei privati unire sotto un solo Ministero gli Archivi di Stato che ora abbiamo?
2. Sarebbe utile la divisione degli Archivi storici dagli amministrativi? Come potrebbe operarsi?
3. Da quale Ministero devono dipendere gli Archivi storici ed amministrativi?
4. Esaminata l'istituzione degli Archivi provinciali, quali regolamenti occorrano pei medesimi?
5. Come devesi esercitare la vigilanza che allo Stato pare competere sulla conservazione degli Archivi comunali, provinciali e degli altri Enti morali.
6. Devono farsi divisioni di carriera nel Personale degli Archivi per ragione del grado d'istruzione che le diverse occupazioni d'ufficio richiedono?
7. Quale sarebbe la gerarchia degli Uffiziali d'Archivio?
8. Potrebbero riunirsi alcuni Archivi e quali?
9. Devono stabilirsi per tutti gli Archivi norme uniformi d'ordinamento?
10. Quali regole dovrebbero osservarsi per la pubblicazione, la lettura e la copia dei documenti?
11. Quali tasse potrebbero proporsi al Parlamento Nazionale per gli atti di cui fosse chiesto lettura, copia od estratto?
12. Occorrono provvedimenti transitori per la cessazione degli Archivi notarili attuali,secondo lo schema di legge approvalo dal Senato?

Partendo dall'affermazione che «l'archivio deve rappresentare per quanto è possibile la costituzione dello Stato e gli elementi della vita civile», la commissione fu concorde nel definire il metodo storico come unica metodologia da utilizzare per l'ordinamento archivistico.
La commissione stabilì la distinzione degli archivi tra "parte antica" e "parte moderna": la prima per designare quella parte di documentazione che, a seguito del decorso del tempo, può essere data in libera consultazione agli studiosi, la seconda per indicare la documentazione da tenere ancora riservata. Si divise invece sulla scelta del Ministero cui attribuire la competenza in materia di archivi, sia per la parte antica che per la moderna: Ministero dell'Istruzione o Ministero dell'Interno. Da sottolineare il fatto che la stessa commissione indicò un termine brevissimo per il versamento in Archivio di Stato, tra i cinque e i dieci anni, con il risultato che l'Archivio di Stato fungeva anche, per così dire, da archivio di deposito perché quella documentazione "recentissima" non era ancora liberamente consultabile. 
Posta così la questione, gli aspetti "amministrativi" andavano a prevalere su quelli "storici" e ciò fu confermato dalla scelta del Ministero, quello dell'Interno.
I commissari erano:
- Luigi Cibrario
- Michelangelo Castelli
- Diodato Pallieri
- Francesco Bonaini
- Francesco Trinchera
- Tommaso Gar
- Luigi Osio
- Giuseppe Canestrini
- Cesare Guasti

Amadio Ronchini ne era segretario.

## La commissione sulle biblioteche
I commissari erano:
- Luigi Cibrario
- Michele Amari
- Antonio Panizzi
- Francesco Bonaini
- Pacifico Valussi
- Tommaso Gar
- Luigi Crisostomo Ferrucci
- Giuseppe Canestrini
- Federico Odorici

Ernesto Masi ne era segretario.

### Sull'istruzione pubblica
- Scheda senatore di Cibrario Luigi Giovanni Antonio, Senato.it
- Polenghi Simonetta, La politica universitaria italiana nell'età della Destra storica 1848-1876, Brescia, Editrice La Scuola, 1993.

### Sugli archivi
- Decreto del Ministero dell'interno 15 marzo 1870 istitutivo della commissione e lettera d'accompagnamento, in Collezione celerifera delle leggi dei decreti e delle istruzioni e circolari, anno XLIV parte I, Firenze, 1870,  pp. 459-461. URL consultato il 5 marzo 2020. Ospitato su HatiTrust.
- Commissione sopra il riordinamento degli Archivi di Stato, Relazione della Commissione istituita dai Ministri dell'Interno e della Pubblica istruzione con decreto 15 marzo 1870, in Gazzetta Ufficiale del Regno d'Italia, n. 338, Firenze, 9 dicembre 1870,  pp. 1-2. URL consultato il 5 marzo 2020.
- Francesco Bonaini e Antonio Panizzi, Di alcune principali questioni sugli archivi italiani : Lettere di F. Bonaini e A. Panizzi, Lucca, Tipografia Giusti, 1867. URL consultato il 20 dicembre 2019. Ospitato su Internet Archive.

### Sulle biblioteche
- Decreto del Ministero della pubblica istruzione 20 luglio 1869 e lettera d'accompagnamento, in Gazzetta Ufficiale del Regno d'Italia, n. 200, 24 luglio 1869,  p. 1. URL consultato il 5 marzo 2020.
- Commissione sopra il riordinamento scientifico e disciplinare delle biblioteche del Regno, Relazione della Commissione sul riordinamento delle biblioteche a S.E. il Ministro della Pubblica Istruzione Angelo Bargoni, in Gazzetta Ufficiale del Regno d'Italia, n. 238, 1º settembre 1869,  pp. 1-2. URL consultato l'8 febbraio 2020.